# تو ای پری کجایی
تو ای پری کجایی یا سرگشته ترانه مشهور و ماندگاری است با شعر هوشنگ ابتهاج (سایه)، ملودی و آهنگسازی استادهمایون خرم در دستگاه همایون، نخستین بار با صدای حسین قوامی اجرا شد. این ترانه برای اولین بار در رادیو، در برنامه گلهای تازه شماره ۵۲ ب با تنظیم جواد معروفی پخش شد. در سال ۱۳۷۹ خورشیدی همایون خرم، کامبیز روشن روان را برای تنظیم ارکستر و محمد اصفهانی را به عنوان خواننده انتخاب کرد. ضبط استودیویی با نظارت خود او صورت پذیرفت و آن را در آلبوم تنها ماندم به همراه ۶ اثر دیگر منتشر کرد.
همایون خرم در گفت‌وگویی که ابوالحسن مختاباد، روزنامه‌نگار و پژوهشگر تاریخ موسیقی معاصر، با او در نشریه نگاه انجام داد، از چگونگی پدید آمدن این تصنیف می‌گوید:
«در منوچهری خانه باصفایی بود با باغچه که شبش رفتم آنجا. شب قشنگی بود و برخی از کارهایی را که با دستگاه حرفه ای شان ضبط کرده بودند گوش کردم. من خودم کارهایی را که می‌نوشتم و اجرا می‌کردم تنها یک بار گوش می‌کردم و دیگر هم فرصتی برای گوش دادن دوباره نداشتم و تاییدشان می‌کردم. هنگام گوش دادن به کارها، آقای ابتهاج گفتند «خیلی دلم می‌خواهد که روی یک آهنگی از شما شعر بسازم.» من چیزی نگفتم اما وقتی به روی بالکن و هوای خوب و نسیم و باغچه و شب اواخر تابستان را دیدم گویی باران نت بود که می‌بارید. بلافاصله رفتم توی بالکن نشستم و این آهنگ را از بالا تا پایین نوشتم. حتی جواب‌های ارکستر پشت هم آمد. واقعاً کمتر زمانی بود که یک آهنگ تمام و کمال به ذهن بیاید؛ از صفر تا صدش؛ و به همین دلیل است که برخی از دوستان و شنوندگانی که این کار را می‌شنوند می‌گویند این آهنگ زمینی نیست. و من هم معتقدم که به بنده این آهنگ را دادند و «تو ای پری کجایی» الهامی بود که به من شد؛ الهامی که تمام و کمال آمد. آهنگ را برای ایشان اجرا کردم خیلی خوشحال شد و مشغول ساختن شعرش شد»

## متن ترانه
شعر این ترانه بر اساس سروده هوشنگ ابتهاج به شرح زیر است:
| شبی که آواز نی تو شنیدم         |  | چو آهوی تشنه پی تو دویدم       |
| دوان دوان تا لب چشمه رسیدم      |  | نشانه‌ای از نی و نغمه ندیدم     |
| تو ای پری کجایی؟ که رخ نمی‌نمایی |  | از آن بهشت پنهان، دری نمی‌گشایی |
| من همه جا، پی تو گشته‌ام         |  | از مه و مهر، نشان گرفته‌ام      |
| بوی تو را، ز گل شنیده‌ام         |  | دامن گل، از آن گرفته‌ام         |
| تو ای پری کجایی؟ که رخ نمی‌نمایی |  | از آن بهشت پنهان، دری نمی‌گشایی |
| دل من، سرگشته تو                |  | نفسم، آغشته تو                 |
| به باغ رؤیاها، چو گلت بویم      |  | در آب و آئینه، چو مهت جویم     |
| تو ای پری کجایی؟                |  |                                |
| در این شب یلدا، ز پی‌ات پویم     |  | به خواب و بیداری، سخنت گویم    |
| تو ای پری کجایی؟                |  |                                |
| مه و ستاره درد من می‌دانند       |  | که همچو من پی تو سرگردانند     |
| شبی کنار چشمه پیدا شو           |  | میان اشک من چو گل وا شو        |
| تو ای پری کجایی؟ که رخ نمی‌نمایی |  | از آن بهشت پنهان، دری نمی‌گشایی |